# Gentianella holosteoides
Gentianella holosteoides là một loài thực vật có hoa trong họ Long đởm. Loài này được Schott & Kotschy ex N.M.Pritch. mô tả khoa học đầu tiên năm 1977.